# Wilhelm Ljunggren
Pour les articles homonymes, voir Ljunggren.
Wilhelm Ljunggren (1905-1973) est un mathématicien norvégien, spécialisé en théorie des nombres.

## Biographie et travaux
Ljunggren est né à Kristiania et a terminé ses études secondaires en 1925. Il a étudié à l'université d'Oslo en 1931 sous la direction de Thoralf Skolem et a trouvé un emploi de professeur de mathématiques à Bergen, après Skolem, déplacé en 1930 au Michelsen Institute. Pendant son séjour à Bergen, Ljunggren a poursuivi ses études et obtenu le titre de docteur à l'université d'Oslo en 1937.
En 1938, il a déménagé pour travailler comme enseignant à Hegdehaugen à Oslo. En 1943, il est devenu membre de l'Académie norvégienne des sciences et des lettres, et il a également rejoint la Selskapet til Vitenskapenes Fremme (Société pour la promotion des sciences). Il a été nommé maître de conférence à l'université d'Oslo en 1948, mais en 1949, il retourne à Bergen en tant que professeur à l'université de Bergen, alors récemment créée. Il est retourné à l'université d'Oslo en 1956, où il a servi jusqu'à sa mort en 1973, à l’âge de 67 ans.

### Recherche
Les recherches de Ljunggren concernaient la théorie des nombres, et en particulier les équations diophantiennes. Il a montré que l'équation
{\displaystyle x^{2}=2y^{4}-1}
a seulement deux solutions entières : (1, 1) et (239, 13) ; cependant, sa preuve était compliquée, et après que Louis Mordell a conjecturé qu'elle pourrait être simplifiée, des preuves plus simples ont été publiées par plusieurs autres auteurs,,.
Ljunggren a également posé la question de trouver les solutions entières à l'équation de Ramanujan–Nagell
{\displaystyle 2^{n}-7=x^{2}}
(ou de manière équivalente, de trouver tous les nombres de Mersenne triangulaires) en 1943, indépendamment de Srinivasa Ramanujan qui avait posé la même question en 1913.
Les publications de Ljunggren sont rassemblées dans un livre édité par Paulo Ribenboim.